# Мухаммед аль-Магді
Мухаммед аль-Магді (араб. محمد بن أحمد بن الحسن; 27 жовтня 1637 – 2 серпня 1718) – імам Ємену, син імама Ахмада аль-Магді.